# Пневский замок
Пневский замок — средневековый исторический объект в Надворнянском районе Ивано-Франковской области Украины. Расположен к северу от села Пнев на плоском холме, когда-то формируя берег Быстрицы с запада.
В плане замок — неправильный пятиугольник с оборонными башнями. Толщина стен — полтора метра. Частично замок был обнесен рвом. Попасть в него можно было через въездную башню, к которой подходил подъемный мост. Отверстия, через которые проходили цепи подъемного механизма, сохранились до сих пор.

## История
Замок был возведён во второй половине XVI века стольником Галицкой земли Павлом Куропатвой, дворянином венгерского происхождения.
До возникновения крепости в Станиславе (ныне Ивано-Франковск) Пневский замок был крупнейшей твердыней на Покутье. В 1621 году замок был повреждён местными разбойниками Грини Кардаша, которые захватили его, сделав подкоп в наиболее незащищённом месте, на которое указал предатель из охраны замка.
Во время обороны владелец замка был поражен стрелой из лука, а его жена убита. Разбойники взяли добычу в виде денег и золота.
Осенью 1648 года крепость выдержала двухнедельную осаду казаков Хмельницкого, которыми командовал Максим Кривонос, отразив все атаки. В польско-турецких войнах XVII столетия замок играл роль форпоста польских сил. В 1676 году захватить замок безуспешно пытались турки.
В XVII веке после множества перестроек и реконструкций замок достиг своего расцвета. В 1745 году его приобрели магнаты Сенявские, а позже — Цетнеры.
В конце XVIII столетия эти земли, а с ними вместе и Пневский замок, попадают в собственность Австрийской империи.
В конце XVIII века замок был заброшен и постепенно начал разрушаться. Жители окрестных сёл стали разбирать замок для строительства домов и пивоварни. В 1887 году замок перешёл в собственность кредиторов из Вены, а затем в государственную казну Австро-Венгрии.
В настоящее время частично сохранились фрагменты стен, башен, въездных ворот, жилые помещения дворца Куропатвов, ров и подземные казематы, но замок продолжает разрушаться. В июне 2010 года рухнула еще одна угловая башня. В 2018 году начаты работы по реставрации Пневского замка.

## Галерея

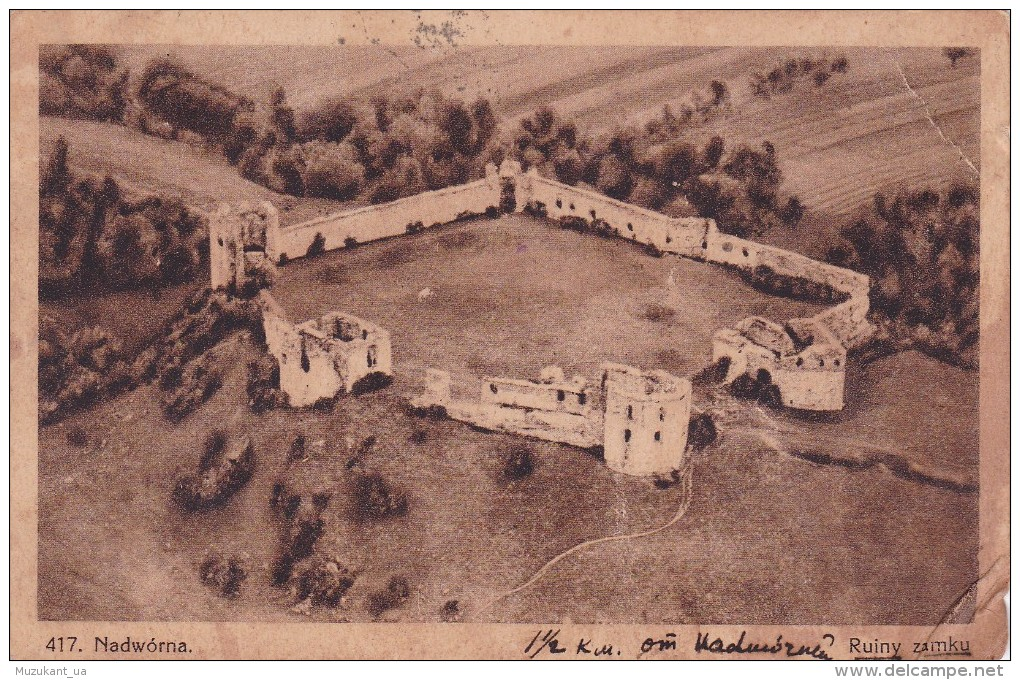
Вид замка в 1932 г.
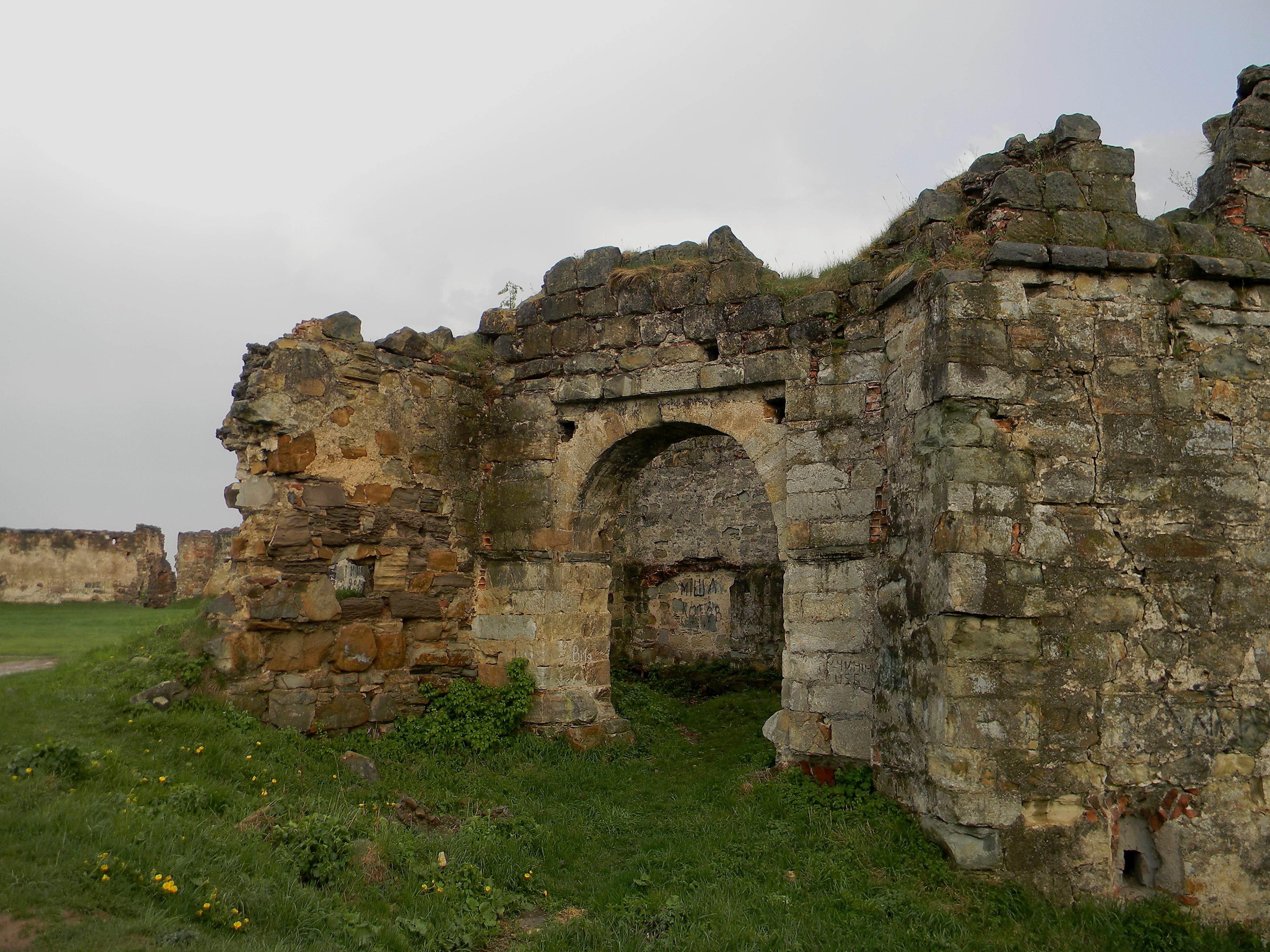
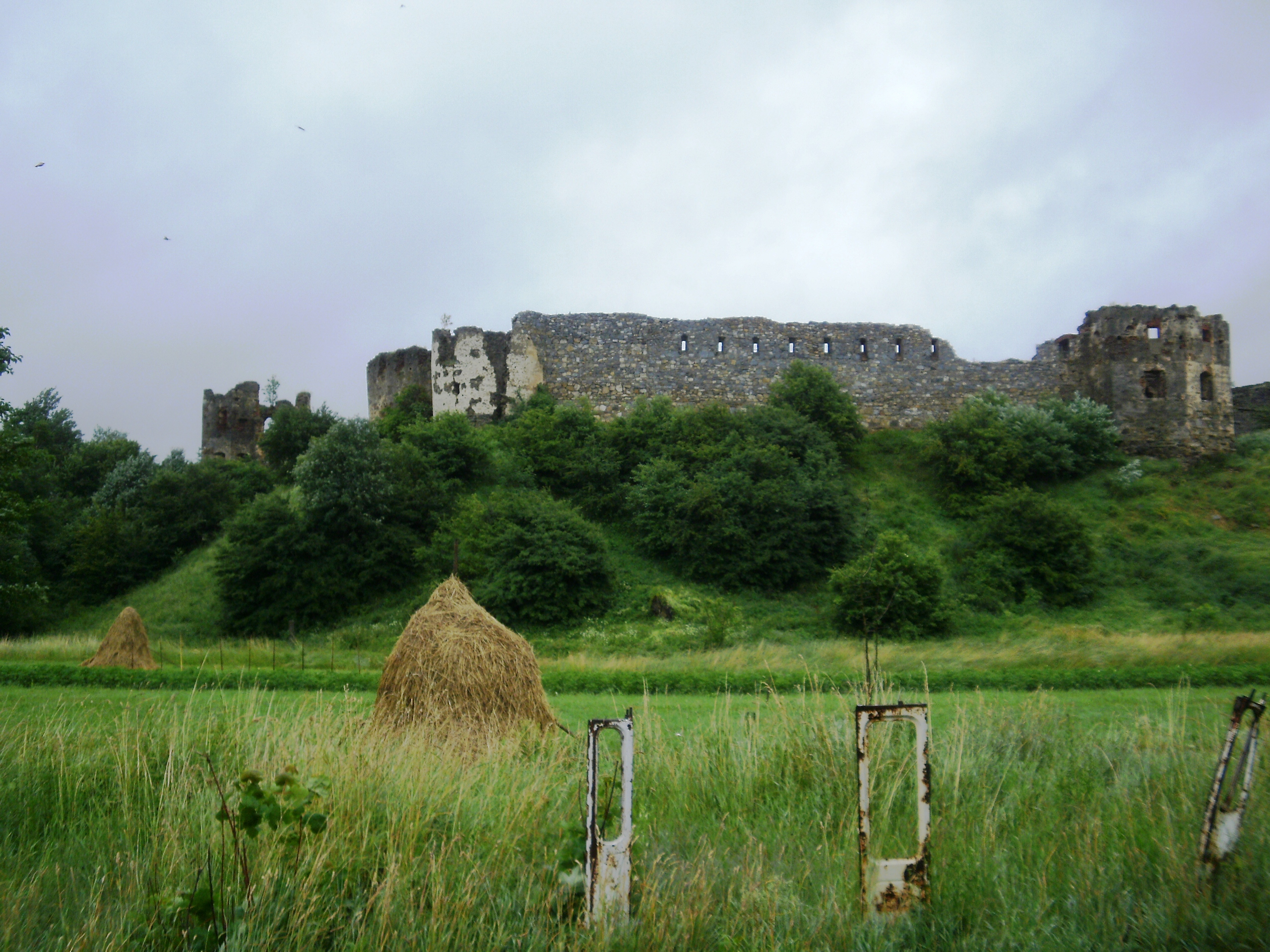
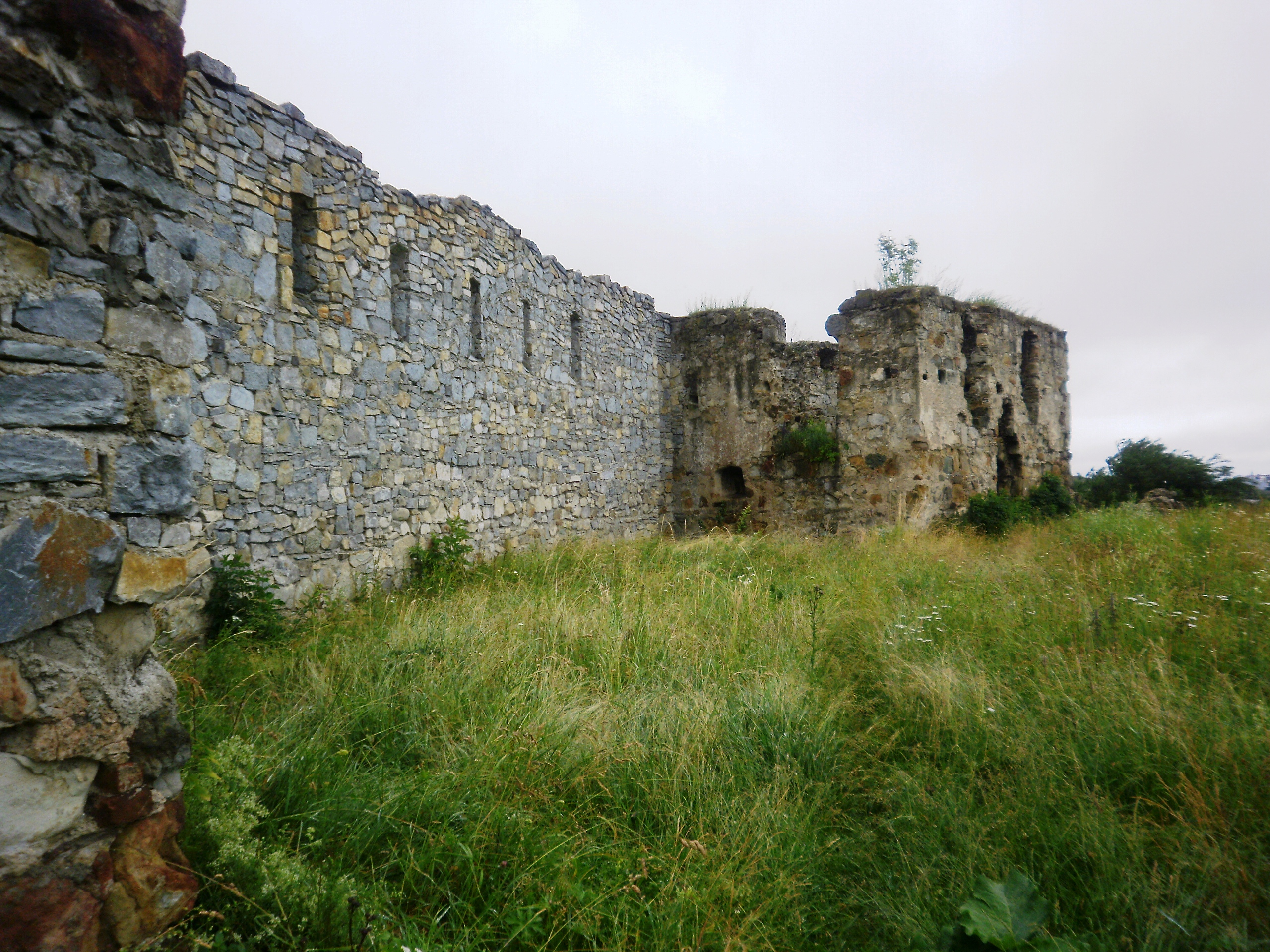
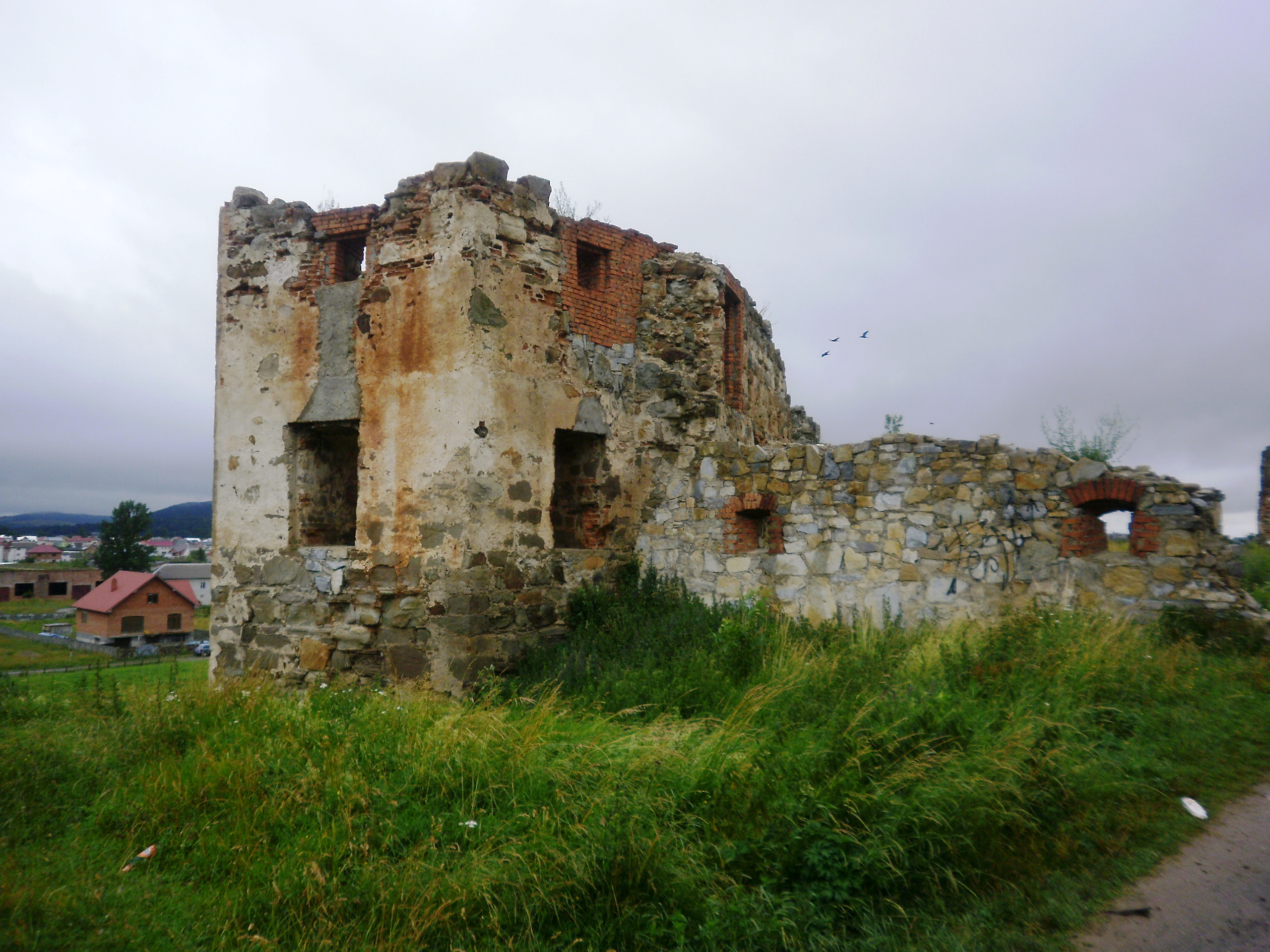